# جواز سفر الاتحاد السوفيتي
جواز السفر السوفيتي يعدّ وثيقة هوية يصدر بناء على قوانين اتحاد الجمهوريات الاشتراكية السوفيتية لمواطني الاتحاد السوفيتي. يستخد الجواز لأغراض عامة مثل دليل على المواطنة السوفيتية. جوازات السفر السوفيتية تتضمن بيانات مثل الاسم وتاريخ الميلاد، والجنس، ومكان الولادة والعرق والجنسية، وكذلك صورة صاحب الجواز. بعد عدة سنوات تم تطوير جوازات السفر السوفياتي واصبح يضاف اليها معلومات أخرى مثل: مكان العمل، والحالة الاجتماعية (يقصد بها أعزب أو متزوج وعدد الأطفال) وبعض المعلومات الأخرى.
جوازات السفر تحوي على المعلومات التالية: اسم العائلة، الاسم الأول وتاريخ ومكان الميلاد والعرق،  والحالة الاجتماعية وسجل الخدمة العسكرية وايضا يضاف اليها معلومات عن فصيلة الدم.

## معرض صور

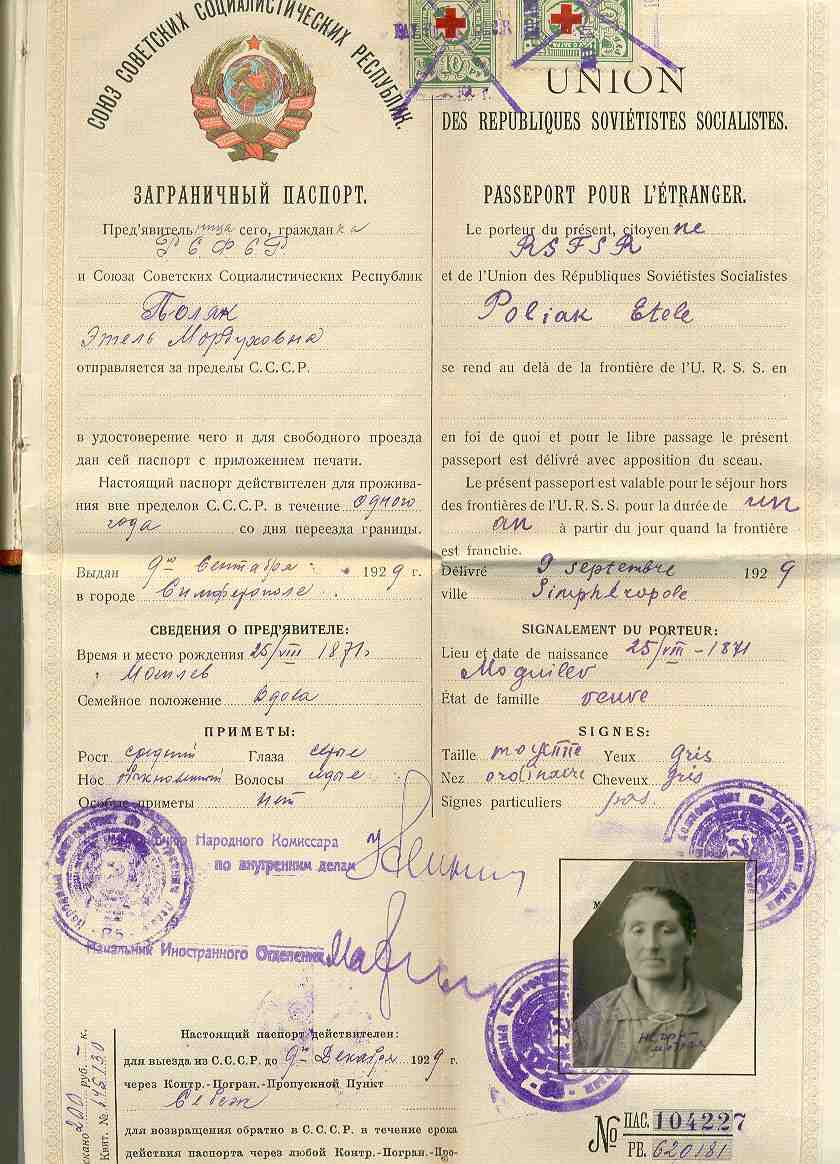
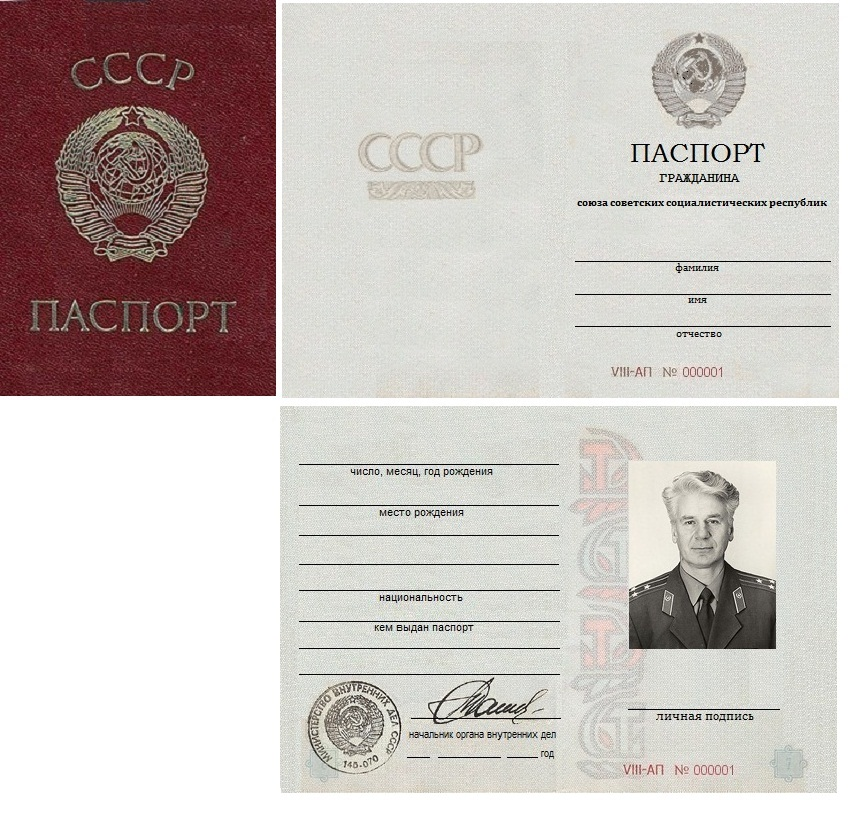
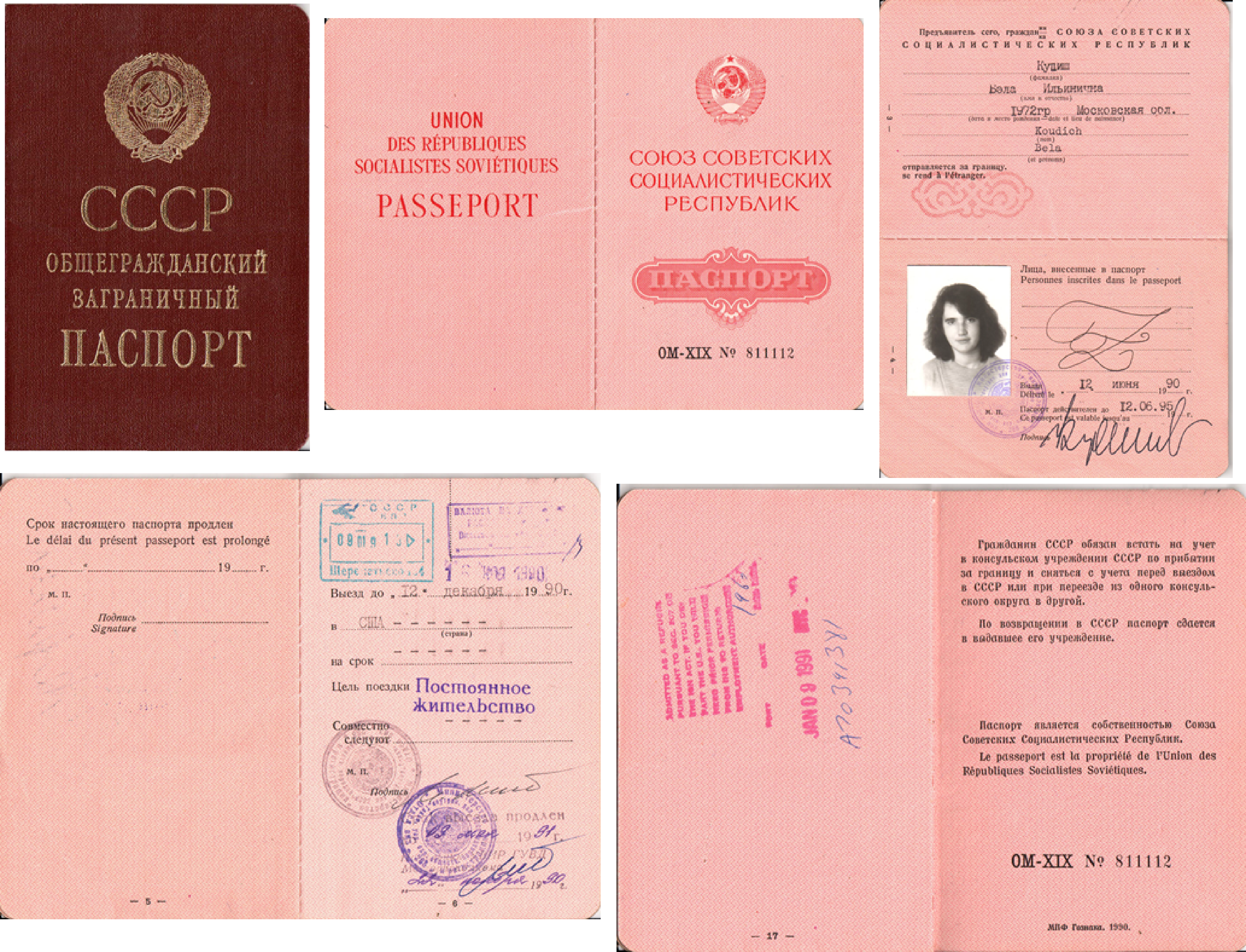